# Josef Hecken
Josef Hecken (* 2. August 1959 in Neuwied) ist ein deutscher Politiker (CDU) und ist seit 1. Juli 2012 unparteiischer Vorsitzender des Gemeinsamen Bundesausschusses (G-BA). Von 2004 bis 2008 war er saarländischer Justiz- und Gesundheitsminister und von 2009 bis 2012 Staatssekretär im Bundesministerium für Familie, Senioren, Frauen und Jugend.

## Leben und Wirken
Nach seinem 1978 am Are-Gymnasium Bad Neuenahr-Ahrweiler bestandenen Abitur und abgeleistetem Wehrdienst studierte Hecken von 1980 bis 1985 Rechtswissenschaften in Würzburg und Trier. Sein Rechtsreferendariat absolvierte er am Oberlandesgericht Koblenz und legte 1988 sein zweites juristisches Staatsexamen ab.
Als Referent für Wasser- und Abfallrecht war er im Höheren Verwaltungsdienst des Landes Rheinland-Pfalz ab 1988 bei der Bezirksregierung Koblenz tätig. 1990 wurde er Leiter des Büros des rheinland-pfälzischen Innenministers Rudi Geil sowie dessen persönlicher Referent. In den Jahren 1991 bis 1998 leitete er das Büro des Bundesarbeitsministers Norbert Blüm und war darüber hinaus Leiter des Leitungsstabs im Ministerium. Im November 1998 erfolgte die Versetzung in den einstweiligen Ruhestand als Ministerialdirektor a. D. Danach arbeitete er bis 1999 bei der Metro AG als Abteilungsleiter für personalpolitische Grundsatzfragen.
In den Jahren 1999 bis 2004 war Hecken Staatssekretär im saarländischen Ministerium für Frauen, Arbeit, Gesundheit und Soziales unter Regina Görner. Bei den Wahlen zum Saarbrücker Oberbürgermeister im Jahr 2004 konnte Hecken im ersten Wahlgang am 5. September die Mehrheit der Stimmen erreichen, verlor jedoch die Stichwahl am 19. September gegen die SPD-Kandidatin Charlotte Britz.
Am 6. Oktober 2004 trat er in das Kabinett Müller II als Minister für Justiz, Gesundheit und Soziales, ab 3. September 2007 als Minister für Justiz, Gesundheit, Arbeit und Soziales. Im Jahr 2006 führte er den Vorsitz der Arbeits- und Sozialministerkonferenz.
Als Gesundheitsminister hatte Hecken im Jahr 2006 der niederländischen Kapitalgesellschaft DocMorris die Betriebserlaubnis für eine Filialapotheke in Saarbrücken erteilt, was im Widerspruch zu dem deutschen Apothekenrecht der „Inhabergeführten Apotheke“ steht. Dabei war von besonderer Brisanz, dass DocMorris in Besitz der Celesio AG ist, einem Konzern der Franz Haniel & Cie. GmbH, die erhebliche Anteile der Metro AG besitzt – dem ehemaligen Arbeitgeber von Hecken. Der saarländische Ministerpräsident Peter Müller (CDU), Josef Hecken und der Vorstandsvorsitzende der Celesio AG Fritz Oesterle hatten zuvor gemeinsam erklärt, dass der Apothekenmarkt in Deutschland „liberalisiert“ werden müsse. Kurze Zeit später erteilte Hecken gegen geltendes Recht die Genehmigung für den Betrieb der DocMorris-Filiale. Der Europäische Gerichtshof entschied jedoch am 19. Mai 2009, dass die deutschen Regelungen des Apothekengesetzes nicht gegen europäisches Recht verstoßen, die Apotheke musste als DocMorris-Filiale unverzüglich schließen.
Im Mai 2008 schied Hecken aus der Landesregierung aus und wurde Präsident des Bundesversicherungsamtes (BVA) in Bonn. Seine Nachfolge als Minister trat Gerhard Vigener an.
Anfang Dezember 2009 sollte Hecken vom BVA als beamteter Staatssekretär und Amtschef ins Bundesministerium für Arbeit und Soziales wechseln. Doch nach dem Rücktritt des damaligen Bundesarbeitsministers Franz Josef Jung wurde Ursula von der Leyen neue Bundesarbeitsministerin und nahm ihren Staatssekretär Gerd Hoofe mit ins neue Ministerium. Hecken wurde daraufhin neuer Staatssekretär im Bundesfamilienministerium.
Am 1. Juli 2012 wurde er als Nachfolger von Rainer Hess zum unparteiischen Vorsitzenden des Gemeinsamen Bundesausschusses berufen. Dieses aus Vertretern der Krankenkassen, Ärzte, Zahnärzte, Psychotherapeuten, Krankenhäuser und (nicht stimmberechtigten) Patienten zusammengesetzte Gremium legt für alle Beteiligten im Gesundheitswesen bindend fest, welche Leistungen von den Kassen der gesetzlichen Krankenversicherung bezahlt werden müssen. Ende Juni 2024 endete die vierte, sechsjährige Amtsperiode des G-BA und damit auch die Amtszeit der drei hauptamtlichen unparteiischen Mitglieder sowie ihrer ehrenamtlichen Stellvertreterinnen und Stellvertreter. Hecken bleibt auch in der fünften Amtsperiode des G-BA dessen unparteiischer Vorsitzender.
Im November 2013 machte der Spiegel publik, dass Hecken in einer Sitzung des Spitzenverbandes der gesetzlichen Krankenkassen gesagt habe, man benötige nicht für jeden Bürger eine Psychotherapie, eine Flasche Bier tue es manchmal auch. Auf Nachfrage bezeichnete Hecken diese Äußerung als „unglücklich, weil missverständlich“. Vor dem Hintergrund monatelanger Wartezeiten auf Psychotherapieplätze in Deutschland löste diese Äußerung bei Betroffenen und den Berufsverbänden der Psychotherapeuten Empörung aus.
Hecken setzt sich dafür ein, dass der Einsatz homöopathischer Präparate oder alternativmedizinischer Methoden nicht mehr von Krankenkassen bezahlt wird.

## Partei
Der Jungen Union trat Hecken 1976 bei. Im Jahr 1978 wurde er Mitglied der CDU. Er war zeitweilig stellvertretender Vorsitzender des CDU-Kreisverbands Saarbrücken.

## Privates
Josef Hecken ist römisch-katholisch, verheiratet und hat drei Kinder.